# Imperial (Schiff)
HMS Imperial (D09) war ein Zerstörer der I-Klasse der britischen Royal Navy. Im Zweiten Weltkrieg wurde das Schiff mit den Battle Honours „Atlantic 1939“, „Norway 1940“ und „Crete 1941“ geehrt.
Am 29. Mai 1941 ging die Imperial bei der Evakuierung der britischen Truppen von Kreta verloren. Der seit dem Vortag nach Nahtreffern durch deutsche Sturzkampfbomber nördlich von Kreta manövrierunfähige treibende Zerstörer wurde durch den britischen Zerstörer Hotspur versenkt, nachdem dieser die Besatzung und die von der Imperial evakuierten Truppen übernommen hatte.

## Geschichte des Schiffes
Die Imperial wurde 30. Oktober 1935 mit den anderen acht Zerstörern und dem Flottillenführer der I-Klasse bestellt. Das Schiff war einer von zwei Aufträgen die an Hawthorn Leslie in Hebburn, Newcastle upon Tyne gingen. Die Kiellegung des Neubaus mit der Baunummer 605 erfolgte am 26. Januar 1936 und er lief am 11. Dezember 1936 vom Stapel. Als viertes Schiff der Klasse wurde die Imperial am 30. Juni 1937 in Dienst gestellt. Der Zerstörer war das erste Schiff der Royal Navy, das diesen Namen führte.

### Einsatzgeschichte
Der Zerstörer kam, wie seine Schwesterschiffe, zunächst zur „3rd Destroyer Flotilla“ in Alexandria und wurde auch bei den sogenannten Neutralitätspatrouillen vor der spanischen Küste im westlichen Mittelmeer eingesetzt, um britische Interessen zu schützen und Waffenlieferungen an die Kriegsparteien zu unterbinden.

### Kriegseinsätze
Nach dem Kriegsbeginn wurde die Flottille in die Gewässer um die Britischen Inseln zurückbefohlen und zuerst dem „Western Approaches Command“ in Plymouth unterstellt. Der aus Malta kommende Zerstörer traf am 11. September 1939 in Plymouth zusammen mit der Inglefield und Ilex, Imogen, Intrepid und Isis ein. Die Flottille sollte mit ihren Zerstörern U-Boote bekämpfen und Geleitschutzaufgaben erledigen. Im Dezember 1939 verlegte die Imperial dann zur Home Fleet nach Scapa Flow. Dort wurde der Zerstörer zur Sicherung der schweren Einheiten bei ihren Vorstößen in die Nordsee eingesetzt, aber auch zur Sicherung von Handelsschiffen, die über die nordwestlichen Zufahrtswege zu den Britischen Inseln liefen oder sie auf dieser Route verließen. Am 26. Februar 1940 kollidierte die Imperial während der Sicherung des Geleitzuges ON 15 nach Bergen 70 sm süd-west-süd von Stavanger mit dem schwedischen Dampfer Nordia (1316 BRT, Bj. 1921), der mit zwei Todesopfern sank. Der Zerstörer war erheblich beschädigt und konnte nur noch 12 kn laufen. Begleitet vom Kreuzer Calcutta lief er zurück nach Lerwick und kam schließlich zur Reparatur zu Swan Hunter am Tyne. Erst am 14. April war der Zerstörer wieder einsatzbereit.

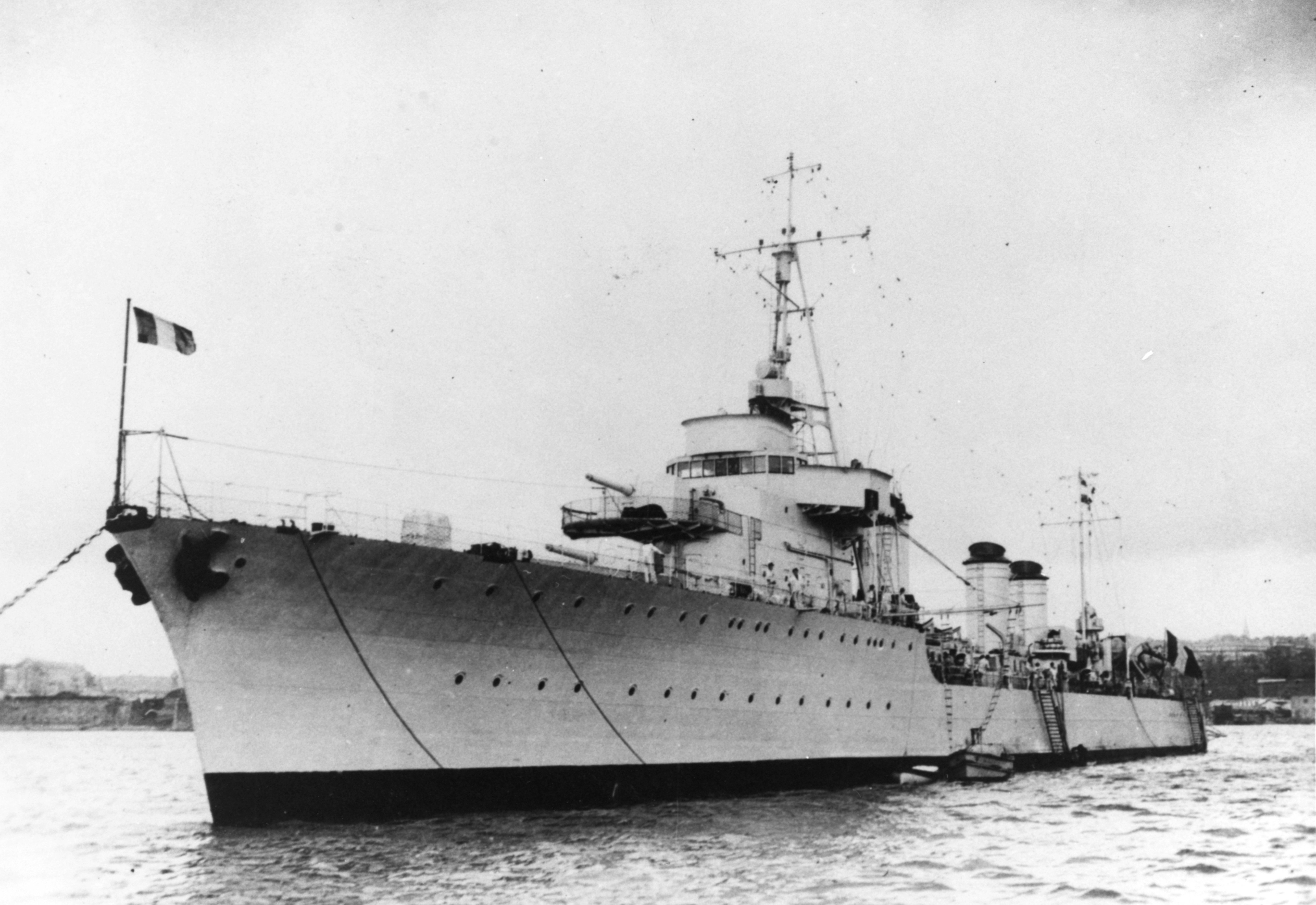
Der französische Zerstörer Bison

Der Zerstörer Imperial konnte sich ab dem 15. April 1940 an den Einsätzen der Home Fleet gegen die deutsche Besetzung Norwegens (Unternehmen Weserübung) beteiligen. Ende des Monats entschied das alliierte Oberkommando, die gegen Trondheim gerichteten alliierten Landungsunternehmen in Mittelnorwegen abzubrechen, da ein Erfolg gegen die Deutschen nicht mehr erwartet wurde.

Am 29. April verließen die Kreuzer Devonshire, York und die französische Montcalm mit den Zerstörern Afridi, Nubian, Hasty, der Imperial sowie dem französischen Zerstörer Bison und den französischen Transportern El Djezair, El Mansour und El Kantara (ehemalige Mittelmeerfähren, auch als Hilfskreuzer bezeichnet) Scapa Flow, um die britischen und französischen Bodentruppen der „Maurice Force“ aus Namsos zu evakuieren. Vor Ort sollten weitere Zerstörer die Aktion unterstützen und der Flakkreuzer Carlisle im Hafen Flakschutz geben. Der erste Versuch am 1. Mai scheiterte wegen dichten Nebels.
In der Nacht vom 2. zum 3. Mai lief Captain Vian mit den Zerstörern Afridi, Nubian und dem Kreuzer York, gefolgt von den französischen Transportern und der Bison unter Konteradmiral Alfred Cadart nach Namsos. Die Zerstörer übernahmen die Heerestruppen und gaben sie im Fjord an die Transporter und den Kreuzer weiter. Insgesamt wurden 5400 Mann (davon 1850 Franzosen) evakuiert.
Die Deckungsgruppe unter Vizeadmiral J.H.D. Cunningham mit Devonshire, Montcalm und den Zerstörern Grenade, Griffin und Imperial nahm die Schiffe aus Namsos auf und gemeinsam trat man den Rückmarsch an. Am frühen Morgen des 3. Mai wurde der Verband nordwestlich von Trondheim mehrfach aus der Luft angegriffen. Ju-87-Stukas der 1./StG.1 unter Hptm. Hozzel trafen die Bison schwer. Die britischen Zerstörer Grenade, Imperial und Afridi blieben bei dem sinkenden Schiff und übernahmen Schiffbrüchige. Während Grenade und Imperial zum weiterlaufenden Verband aufschlossen, versenkte Vian mit der Afridi die Bison 110 Seemeilen westlich der Insel Vega. Als der Tribal-Zerstörer dann allein dem Verband folgte, griffen erneut Ju 87 an und erzielten zwei Treffer auf der Afridi. Darauf liefen Imperial und Griffin zurück und gingen längsseits der sinkenden und brennenden Afridi, von der sie die Überlebenden der Besatzung, Heeressoldaten und Überlebende der Bison übernahmen. Die Afridi sank mit 53 Besatzungsangehörigen, 13 Soldaten und 35 der ursprünglich 69 Franzosen der Bison. Am 5. Mai traf der Verband wieder in Scapa Flow ein.

### Wieder im Mittelmeer
Die Imperial verlegte dann vom 15. bis zum 24. Mai von Plymouth nach Alexandria zur 2. Zerstörerflottille ins Mittelmeer. Dort wurde der Zerstörer vor allem als Geleitfahrzeug für Malta-Geleitzüge verwendet. Als der Zerstörer den Konvoi MF 3 bei der Einfahrt nach Valletta sicherte, lief er am 11. Oktober 1940 auf eine Minensperre, die von der italienischen 14. Zerstörer-Flottille mit Vivaldi, Da Noli und Tarigo in der Nacht zuvor gelegt worden war. Die schwerbeschädigte Imperial wurde vom Zerstörer Decoy in den Hafen geschleppt.
Die in Malta durchgeführte Reparatur der schweren Schäden nahm sechs Monate in Anspruch. Zur Reparatur des Zerstörers wurden Teile aus dem am 10. Januar 1941 ebenfalls durch einen Minentreffer schwerbeschädigten Zerstörer Gallant verwandt. Die lange Reparaturzeit hatte ihre Ursache in fehlenden Ersatzteilen und ständigen Luftangriffen, bei denen die Imperial auch weitere leichte Schäden erlitten hatte. Am 23. März 1941 war der Zerstörer soweit hergestellt, dass er zum Einfahren nach Gibraltar verlegt werden konnte. Vom 28. bis zum 30. April 1941 verlegte der Zerstörer dann im Verband mit dem Flugabwehrkreuzer Dido, dem Minenkreuzer Abdiel sowie den Zerstörern Jaguar , Jervis  und Juno sowie dem Versorger Breconshire durch das Mittelmeer nach Alexandria. Am 7. Mai begleitete der Zerstörer mit den Zerstörern Havock und Hotspur den Kreuzer Ajax zu einer Beschießung nach Bengasi.

### Das Ende derImperial
Nach dem Ende der Unterstützungsaktion für die bedrängte britische 8. Armee sollte der Zerstörer alliierte Truppen während der Luftlandeschlacht um Kreta von der Insel evakuieren. Am 28. Mai 1941 wurde der nach Heraklion anlaufende Evakuierungsverband mit den Kreuzern Orion, Ajax, Dido und den Zerstörern Decoy, Jackal, Hotspur, Kimberley, Hereward und der Imperial von deutschen und italienischen Bombern angegriffen. Dabei wurde Imperial durch eine Bombe nahe dem Heck nur knapp verfehlt.
Nach der Aufnahme der Truppen sollte der Verband nach Alexandria zurücklaufen, als auf dem Zerstörer als Folge des Nahtreffers auf dem Anmarsch die gesamte Ruderanlage ausfiel. Nur knapp konnte eine Kollision des im Kreis laufenden Zerstörers mit der Orion vermieden werden. Wegen der Luftüberlegenheit der Deutschen war es notwendig, bei Sonnenaufgang möglichst weit entfernt von der Insel zu sein. Aufgrund dessen wurde die manövrierunfähige Imperial am 29. Mai 1941 nach der Übernahme der Truppen und der Besatzung durch Hotspur nördlich von Kreta auf 35° 23′ N, 25° 40′ O  versenkt.